# Дупката (резерват)
Вижте пояснителната страница за други значения на Дупката.
„Дупката“ е името на резерват в Родопите, България.

## Основаване и статут
„Дупката“ е обявен за резерват с Постановление № 14827/29.06.1951 г. Общата му площ е 1210,8 хектара, определена със Заповед № 1700 от 17.12.1961 г. и със Заповед № 3899 от 15.09.1975 г.
В периода 1977 – 2017 г. е биосферен резерват е по програмата „Човек и биосфера“ на ЮНЕСКО. Площта на резервата е включена в границите на потенциална защитена зона Западни Родопи, част от Европейската екологична мрежа НАТУРА 2000.
Резерватът е създаден с цел опазването на вековните чисти гори от бял бор, както и защита на вида благороден елен.

## Местонахождение
Разположен в южните части на Баташката планина в землищата на с. Фотиново и на гр. Батак по югоизточните склонове на Родопите и по поречието на Девинска река. „Дупката“ обхваща територии между 600 и 1300 м надморска височина. Релефът му е силно разчленен и резерватът е пресечен от река Девинска през почти цялата си дължина.

## Флора
83% от територията на резервата е заета от вековни иглолистни гори. Най-разпространени са обширните гори от бял бор, сред които има дървета на възраст над 200 години. Височината на някои дървета достига 40 метра, а диаметърът на ствола им – 1 м. Срещат се също смесени гори от бял бор и обикновен смърч. В по-ниските части на резервата, в широколистния пояс преобладават видовете от бук, клен, дъб, елша, върба и др. Храстовата растителност е представена основно от дрян, къпина и малина, а тревната от червена и черна боровинка, здравец, жълта иглика и др.

## Фауна
Резерватът дава убежище на голям брой горски бозайници – благороден елен, сърна, кафява мечка, дива котка, лисица, златка, белка, язовец, глухар, сокол, ястреб, лещарка и др. Една от основните цели за създаването на резервата е опазването на благородния елен. Благородните елени в миналото са били значително повече, но техният брой в България намалява значително през последните години. Срещат се голям брой птици – глухар, сокол, ястреб, лещарка и др.